# Xã Richland, Quận Brookings, Nam Dakota
Xã Richland (tiếng Anh: Richland Township) là một xã thuộc quận Brookings, tiểu bang Nam Dakota, Hoa Kỳ. Năm 2010, dân số của xã này là 199 người.